# Kompozycja barwna

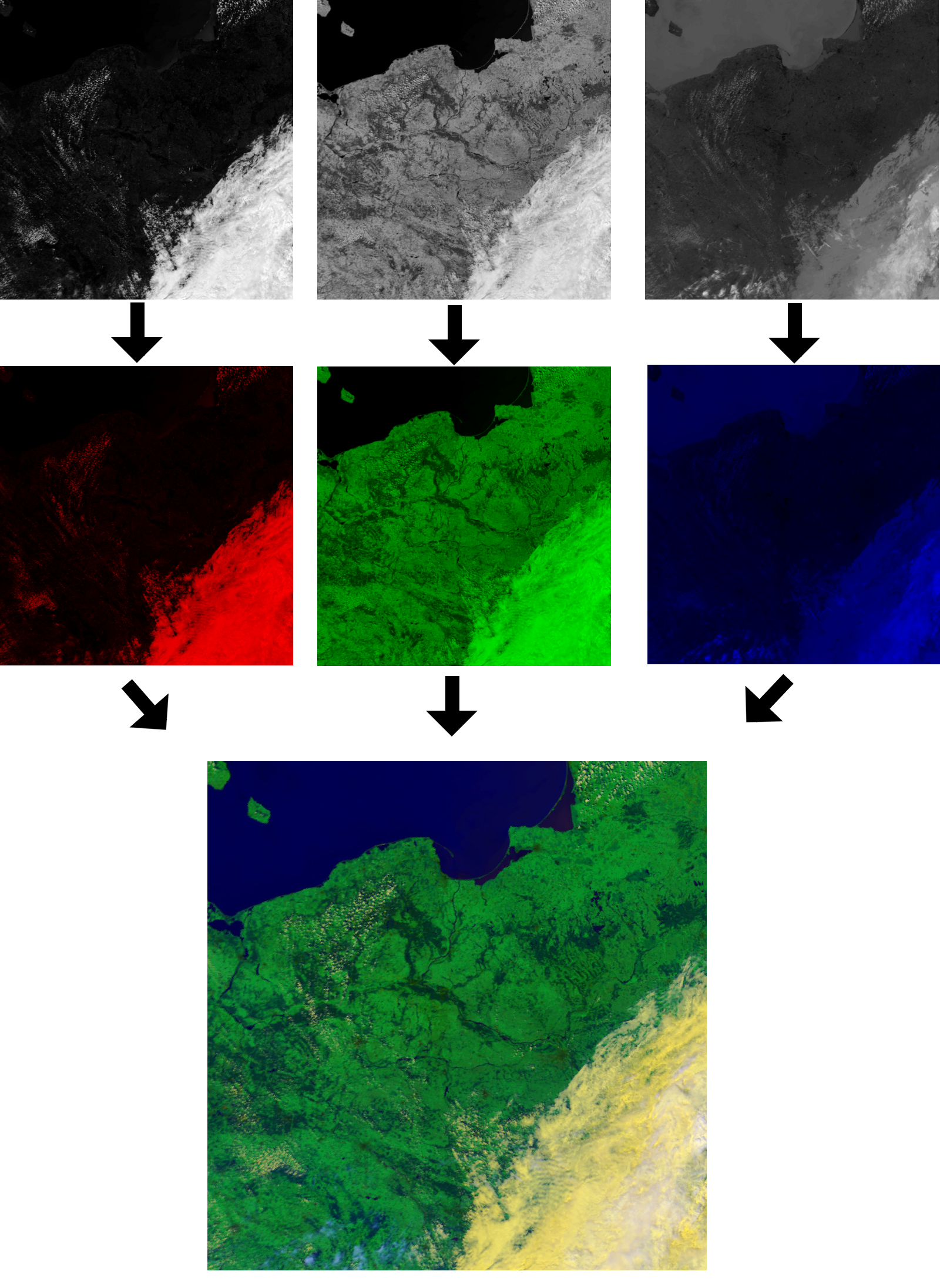
Etapy tworzenia kompozycji barwnej na podstawie danych z satelity NOAA 19 z 4 czerwca 2010 (kanały 1, 2 i 5 radiometru AVHRR).

Technika kompozycji barwnych polega na tworzeniu obrazu kolorowego (RGB) z dowolnych trzech składowych (kanałów) obrazu wielospektralnego. Kompozycja barwna w barwach zbliżonych do naturalnych (ang. true color) powstaje w przypadku, gdy podstawowym składowym koloru obrazu przypisuje się odpowiadające im w rzeczywistości części widma (tj. składowej czerwonej przypisuje się zakres widma zawierający światło czerwone, zielonej światło zielone, niebieskiej światło niebieskie). W pozostałych przypadkach mówi się o kompozycji w barwach fałszywych (ang. false color).
Kompozycje barwne wykorzystywane są m.in. do prezentowania danych pochodzących z satelitów teledetekcyjnych. Dzięki tej technice możliwe jest tworzenie obrazów zawierających więcej informacji niż obrazy w skali szarości.